# Camacolaimus ampullocaudatus
Camacolaimus ampullocaudatus is een rondwormensoort uit de familie van de Camacolaimidae. De wetenschappelijke naam van de soort is voor het eerst geldig gepubliceerd in 1959 door Allgén.